# Sportsplex de Nepean
Le Sportsplex de Nepean est un centre sportif dans la région de la ville d’Ottawa en Ontario, au Canada. Le centre se retrouve dans l’ancienne ville de Nepean. C’est également l’aréna qui accueille les rencontres à domicile de l’équipe de hockey sur glace des Raiders de Nepean de la Ligue centrale de hockey junior A.

## Histoire
Le Sportsplex de Nepean a été construit en 1972 pour servir l’ancienne ville de Nepean. En 1997 la patinoire de 3 000 sièges du centre a été nommée en l’honneur du joueur Steve Yzerman des Red Wings de Détroit, ancien joueur pour les Raiders de Nepean.
Chaque année le Sportsplex de Nepean accueille au-delà de 35 évènements spéciaux, et plusieurs autres évènements sportifs nationaux, régionaux ou communautaires.

## Installations
Les installations du centre sportif incluent des terrains de soccer (football), football canadien, baseball, racquetball, squash et boulingrin, un centre aquatique avec une piscine de 50 mètres de régulation olympique, des pistes de curling, des espaces de conférence et trois patinoires intérieures incluant l’aréna Yzerman,.

## Évènements notables
En 2000, le centre a accueilli le tournoi provincial de curling masculin annuel pour la Coupe Nokia.
Treize ans plus tard, huit rencontres du Championnat du monde de hockey sur glace féminin 2013 ont été jouées au Sportsplex de Nepean.

## Artoicle connexe
- Centre sportif Walter-Baker

## Sources
1. 1 2  « Sportsplex de Nepean », sur ottawa.ca, 29 octobre 2018 (consulté le 14 novembre 2018).
2. ↑  « Ottawa. Opérations municipales, Nepean - avenue Woodroffe - Sportsplex de Nepean, Services des loisirs, de la culture et des installations - Centre récréatif pour ainés - Centre des loisirs pour les ainés de Nepean », sur ottawa.cioc.ca (consulté le 14 novembre 2018).